# Lupșa, Brașov
Lupșa este un sat în comuna Hoghiz din județul Brașov, Transilvania, România.